# 17 février aux Jeux olympiques de 2006
 (août 2024).
La mise en forme du texte ne suit pas les recommandations de Wikipédia : il faut le « wikifier ».
Les points d'amélioration suivants sont les cas les plus fréquents. Le détail des points à revoir est peut-être précisé sur la page de discussion.
- Les titres sont pré-formatés par le logiciel. Ils ne sont ni en capitales, ni en gras.
- Le texte ne doit pas être écrit en capitales (les noms de famille non plus), ni en gras, ni en italique, ni en « petit »…
- Le gras n'est utilisé que pour surligner le titre de l'article dans l'introduction, une seule fois.
- L'italique est rarement utilisé : mots en langue étrangère, titres d'œuvres, noms de bateaux, etc.
- Les citations ne sont pas en italique mais en corps de texte normal. Elles sont entourées par des guillemets français : « et ».
- Les listes à puces sont à éviter, des paragraphes rédigés étant largement préférés. Les tableaux sont à réserver à la présentation de données structurées (résultats, etc.).
- Les appels de note de bas de page (petits chiffres en exposant, introduits par l'outil «  Source ») sont à placer entre la fin de phrase et le point final[comme ça].
- Les liens internes (vers d'autres articles de Wikipédia) sont à choisir avec parcimonie. Créez des liens vers des articles approfondissant le sujet. Les termes génériques sans rapport avec le sujet sont à éviter, ainsi que les répétitions de liens vers un même terme.
- Les liens externes sont à placer uniquement dans une section « Liens externes », à la fin de l'article. Ces liens sont à choisir avec parcimonie suivant les règles définies. Si un lien sert de source à l'article, son insertion dans le texte est à faire par les notes de bas de page.
- La présentation des références doit suivre les conventions bibliographiques. Il est recommandé d'utiliser les modèles {{Ouvrage}}, {{Chapitre}}, {{Article}}, {{Lien web}} et/ou {{Bibliographie}}. Le mode d'édition visuel peut mettre en forme automatiquement les références.
- Insérer une infobox (cadre d'informations à droite) n'est pas obligatoire pour parachever la mise en page.

Pour une aide détaillée, merci de consulter Aide:Wikification.
Si vous pensez que ces points ont été résolus, vous pouvez retirer ce bandeau et améliorer la mise en forme d'un autre article.
Le vendredi 17 février aux Jeux olympiques d'hiver de 2006 est le septième jour de compétition.

## Programme
- 09h00 : Curling (H) : phase préliminaire (7e session)
  -  Italie 3-11  Norvège
  -  Suède 4-11  Finlande
  -  Suisse 8-5  Allemagne
- 10h00 : Ski de fond (H) : 15 km classique
- 10h00 : Snowboard (F) : Cross ; Qualifications, 1re descente
- 11h00 : Snowboard (F) : Cross ; Qualifications, 2e descente
- 12h00 : Ski alpin (F) : Combiné ; descente (épreuve reportée en raison des mauvaises conditions météo)
- 13h05 : Hockey sur glace (F) : poule de classement ;  Russie 6-2  Suisse
- 14h00 : Curling (F) : phase préliminaire (7e session)
  -  États-Unis 7-8  Russie
  -  Norvège 9-7  Italie
  -  Royaume-Uni 3-9  Canada
  -  Suisse 7-9  Suède
- 14h00 : Snowboard (F) : Cross ; quarts de finale
- 14h20 : Snowboard (F) : Cross ; demi-finales
- 14h30 : Snowboard (F) : Cross ; finale
- 17h00 : Ski alpin (F) : Combiné ; slalom, 1re manche
- 17h05 : Hockey sur glace (F) : demi-finale ;  États-Unis 2-3  Suède
- 17h30 : Skeleton (H) : 1re manche
- 18h00 : Saut à ski (H) : grand tremplin (K125), qualifications
- 18h35 : Hockey sur glace (F) : poule de classement ;  Allemagne 5-2  Italie
- 19h00 : Curling (H) : phase préliminaire (8e session)
  -  Italie 6-5  Nouvelle-Zélande
  -  Suède 2-8  Royaume-Uni
  -  États-Unis 7-3  Suisse
  -  Finlande 8-7  Canada
- 19h00 : Patinage artistique (M) : Danse sur glace, danses imposées
- 19h15 : Skeleton (H) : 2e manche (manche finale)
- 19h30 : Ski alpin (F) : Combiné ; slalom, 2e manche
- 21h05 : Hockey sur glace (F) : demi-finale ;  Canada 6-0  Finlande

(H) : Hommes ; (F) : Femmes ; (M) : Mixte
L'heure utilisée est l'heure de Turin : UTC+01 heure ; la même utilisée à Bruxelles, Genève et Paris.

## Finales

### Ski de fond – 15 km classique H
| Place | Nation             | Athlète           | Temps         |
| ----- | ------------------ | ----------------- | ------------- |
| 1er   | Estonie            | Andrus Veerpalu   | 38 min 01 s 3 |
| 2e    | République tchèque | Lukáš Bauer       | 38 min 15 s 8 |
| 3e    | Allemagne          | Tobias Angerer    | 38 min 20 s 5 |
| 4e    | Russie             | Vassili Rotchev   | 38 min 24 s 4 |
| 5e    | Estonie            | Jaak Mae          | 38 min 35 s 2 |
| 6e    | Suède              | Johan Olsson      | 38 min 38 s 8 |
| 7e    | Allemagne          | Andreas Schlütter | 38 min 44 s 7 |
| 8e    | Autriche           | Martin Tauber     | 38 min 49 s 5 |

### Snowboard - Cross F
| Place | Nation     | Athlète            | Points de course |
| ----- | ---------- | ------------------ | ---------------- |
| 1er   | Suisse     | Tanja Frieden      | 1000             |
| 2e    | États-Unis | Lindsey Jacobellis | 800              |
| 3e    | Canada     | Dominique Maltais  | 600              |
| 4e    | Canada     | Maelle Ricker      | 500              |
| 5e    | Suisse     | Mellie Francon     | 450              |
| 6e    | Suède      | Maria Danielsson   | 400              |
| 7e    | Japon      | Yuka Fujimori      | 360              |
| 8e    | France     | Marie Laissus      | 320              |

### Skeleton - Hommes
| Place | Nation      | Athlète         | Temps         |
| ----- | ----------- | --------------- | ------------- |
| 1er   | Canada      | Duff Gibson     | 1 min 55 s 88 |
| 2e    | Canada      | Jeff Pain       | 1 min 56 s 14 |
| 3e    | Suisse      | Gregor Stähli   | 1 min 56 s 80 |
| 4e    | Canada      | Paul Boehm      | 1 min 57 s 06 |
| 5e    | Royaume-Uni | Kristan Bromley | 1 min 57 s 10 |
| 6e    | États-Unis  | Eric Bernotas   | 1 min 57 s 19 |
| 7e    | Lettonie    | Martins Dukurs  | 1 min 57 s 39 |
| 8e    | Royaume-Uni | Adam Pengilly   | 1 min 57 s 46 |

## Médailles du jour
| Rang | Nations            | Médaille d'or, Jeux olympiques | Médaille d'argent | Médaille de bronze | Total |
| ---- | ------------------ | ------------------------------ | ----------------- | ------------------ | ----- |
| 1er  | Canada             | 1                              | 1                 | 1                  | 3     |
| 2e   | Suisse             | 1                              | 0                 | 1                  | 2     |
| 3e   | Estonie            | 1                              | 0                 | 0                  | 1     |
| 4e   | République tchèque | 0                              | 1                 | 0                  | 1     |
| -    | États-Unis         | 0                              | 1                 | 0                  | 1     |
| 5e   | Allemagne          | 0                              | 0                 | 1                  | 1     |